# Hiroshima
Hiroshima ou Hiroxima  (em japonês: 広島市ⓘ; romaniz.: Hiroshima-shi) é a capital da prefeitura de Hiroshima, no Japão. É cortada pelo rio Ota (Ota-gawa), cujos seis canais dividem a cidade em ilhas. Cresceu em torno de um castelo feudal do século XVI. Recebeu o estatuto de cidade em 1589. Serviu de quartel-general durante a Primeira Guerra Sino-japonesa (1894–95).
Em 6 de agosto de 1945, foi a primeira cidade do mundo arrasada pela bomba atômica de fissão denominada Little Boy, lançada pelo governo dos Estados Unidos, resultando em 250 000 mortos e feridos.

## História

### Período Sengoku

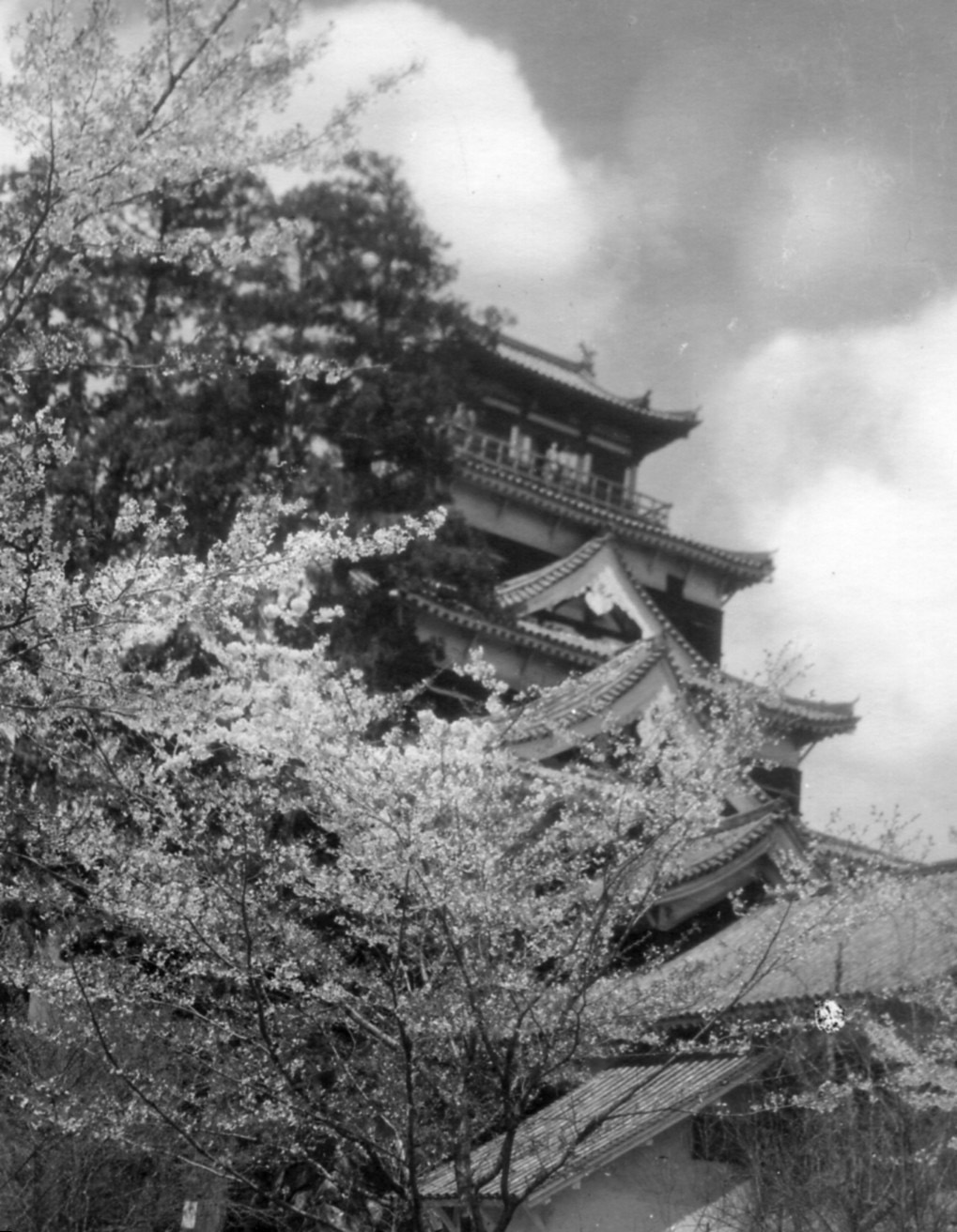
Castelo de Hiroshima

A cidade de Hiroshima foi fundada na costa do Mar Interior em 1589 pelo poderoso guerreiro Mōri Terumoto, que fez dela a sua capital após deixar o Castelo Koriyama na Província de Aki. O Castelo de Hiroshima foi rapidamente construído e Terumoto mudou-se para ele em 1593. Terumoto estava do lado perdedor na batalha de Sekigahara. O vencedor, Tokugawa Ieyasu, destituiu Terumoto da maioria de seus feudos, incluindo Hiroshima, e cedeu a província de Aki para Fukushima Masanori, um daimiô que havia apoiado Tokugawa.

### Período Tokugawa
O castelo passou para Asano Nagaakira em 1619, e Asano foi nomeado o daimiô da área. Sob o governo Asano, a cidade prosperou, desenvolveu e expandiu, com poucos conflitos militares ou distúrbios. Os descendentes de Asano continuaram a governar até a Restauração Meiji, em 1868.

### Período Imperial

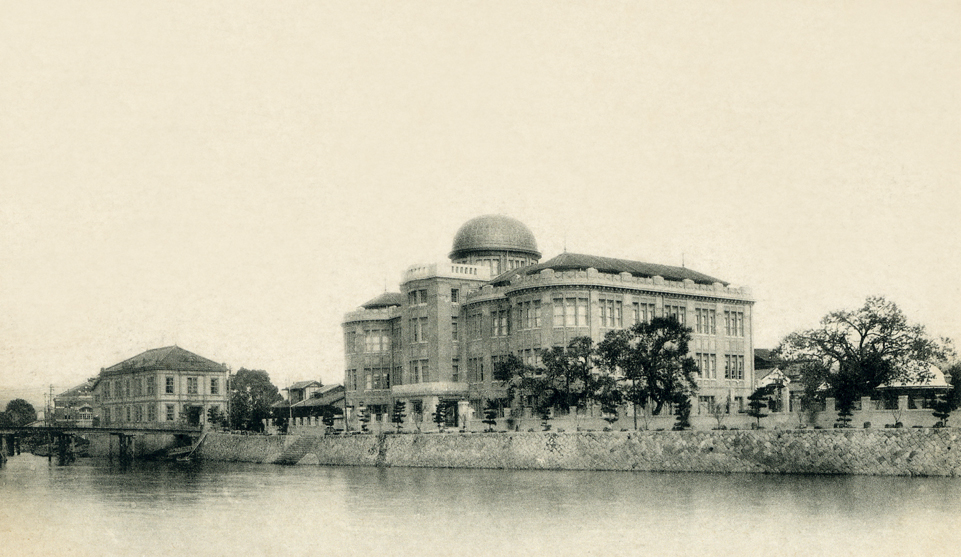
Museu Comercial de Hiroshima - 1915

Após o domínio han ser abolido em 1871, a cidade se tornou a capital da prefeitura de Hiroshima. Hiroshima tornou-se um centro urbano importante durante o período imperial, quando a economia japonesa passou de essencialmente rural para uma economia de indústrias urbanas.
Durante a década de 1870, uma das sete escolas de Inglês patrocinadas pelo governo se instalou em Hiroshima. O porto de Ujina foi construído graças aos esforços do governador de Hiroshima, Sadaaki Senda, na década de 1880, permitindo a Hiroshima se tornar uma importante cidade portuária.
A Ferrovia Sanyo (San'yō Railway) foi ampliada até Hiroshima em 1894, e uma linha da estação principal para o porto foi construída para o transporte de militares durante a Primeira Guerra Sino-Japonesa. Durante esta guerra, o governo japonês se mudou temporariamente para Hiroshima, e o imperador Mutsuhito manteve a sua sede no Castelo de Hiroshima de 15 de setembro de 1894 a 27 de abril de 1895. A importância de Hiroshima para o governo japonês reside no fato de que a primeira rodada de conversações entre representantes chineses e japoneses para por fim à Guerra Sino-Japonesa foi realizada em Hiroshima de 1 de fevereiro a 4 de fevereiro de 1895. Novos parques industriais, incluindo fábricas de algodão, foram estabelecidas em Hiroshima no final do século XIX. Mais industrialização em Hiroshima foi estimulada durante a Guerra russo-japonesa em 1904, que exigiu o desenvolvimento e produção de suprimentos militares. O "Salão Comercial da Prefeitura de Hiroshima" foi construído em 1915 como um centro de comércio e exposição de novos produtos. Mais tarde, seu nome foi mudado para "Salão de Produtos da Prefeitura de Hiroshima", e novamente para "Salão de Promoção Industrial da Prefeitura de Hiroshima".

#### Segunda Guerra Mundial e bombardeio atômico

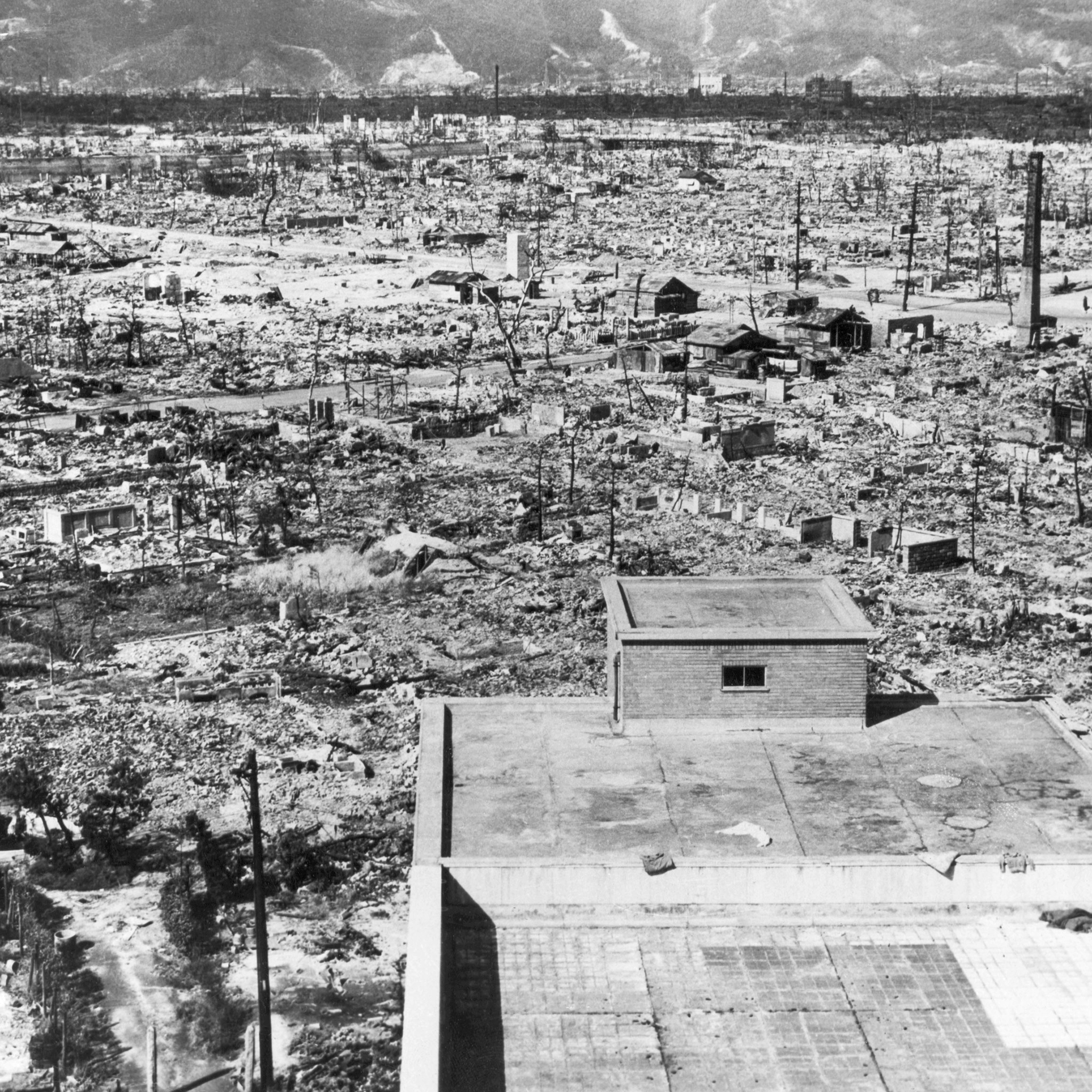
Hiroshima depois do bombardeio de 6 de agosto de 1945

Durante a Segunda Guerra Mundial, o Segundo Exército e o Exército Regional de Chugoku eram sediados em Hiroshima, enquanto o quartel general da Marinha localizava-se no porto de Ujina. A cidade também possuía grandes depósitos de suprimentos militares e era um centro chave para a navegação.
O bombardeio de Tóquio e outras cidades do Japão durante a Segunda Guerra Mundial causou uma destruição em massa e centenas de milhares de mortes, quase todos de civis, na maioria mulheres e crianças. Por exemplo, Toyama, uma região urbana de 128 mil habitantes foi quase totalmente destruída, e acredita-se que ataques incendiários em Tóquio causaram 90 mil vítimas. Não ocorreu esse tipo de bombardeios aéreos em Hiroshima. Entretanto, a ameaça sempre existia e para se proteger contra possíveis bombardeios em Hiroshima, estudantes entre 11 e 14 anos foram mobilizados para demolir casas e criar um firebreak (intervalo sem material inflamável para retardar o espalhamento do fogo).
Em uma segunda-feira, 6 de agosto de 1945, às 8 horas e 15 minutos da manhã, a bomba atômica "Little Boy" foi lançada sobre Hiroshima por um bombardeiro B-29 americano, o Enola Gay, matando instantaneamente por volta de 80 mil pessoas. Ao final do ano, ferimentos e a radiação causaram um total de 90 a 140 mil vítimas. Aproximadamente 69% das construções da cidade foram completamente destruídas e cerca de 7% foi severamente danificada.
Pesquisas sobre os efeitos do ataque foram restritas durante a Ocupação do Japão e as informações censuradas até a assinatura do Tratado de São Francisco em 1951, devolvendo o controle do país para os japoneses.

### Período pós-guerra
Em 17 de setembro de 1945, Hiroshima foi atingida pelo Tufão Makurazaki. A província de Hiroshima teve mais de 3 mil mortos e feridos, cerca de metade do total nacional.  Mais da metade das pontes foi destruída, além de danos severos nas estradas e ferrovias.

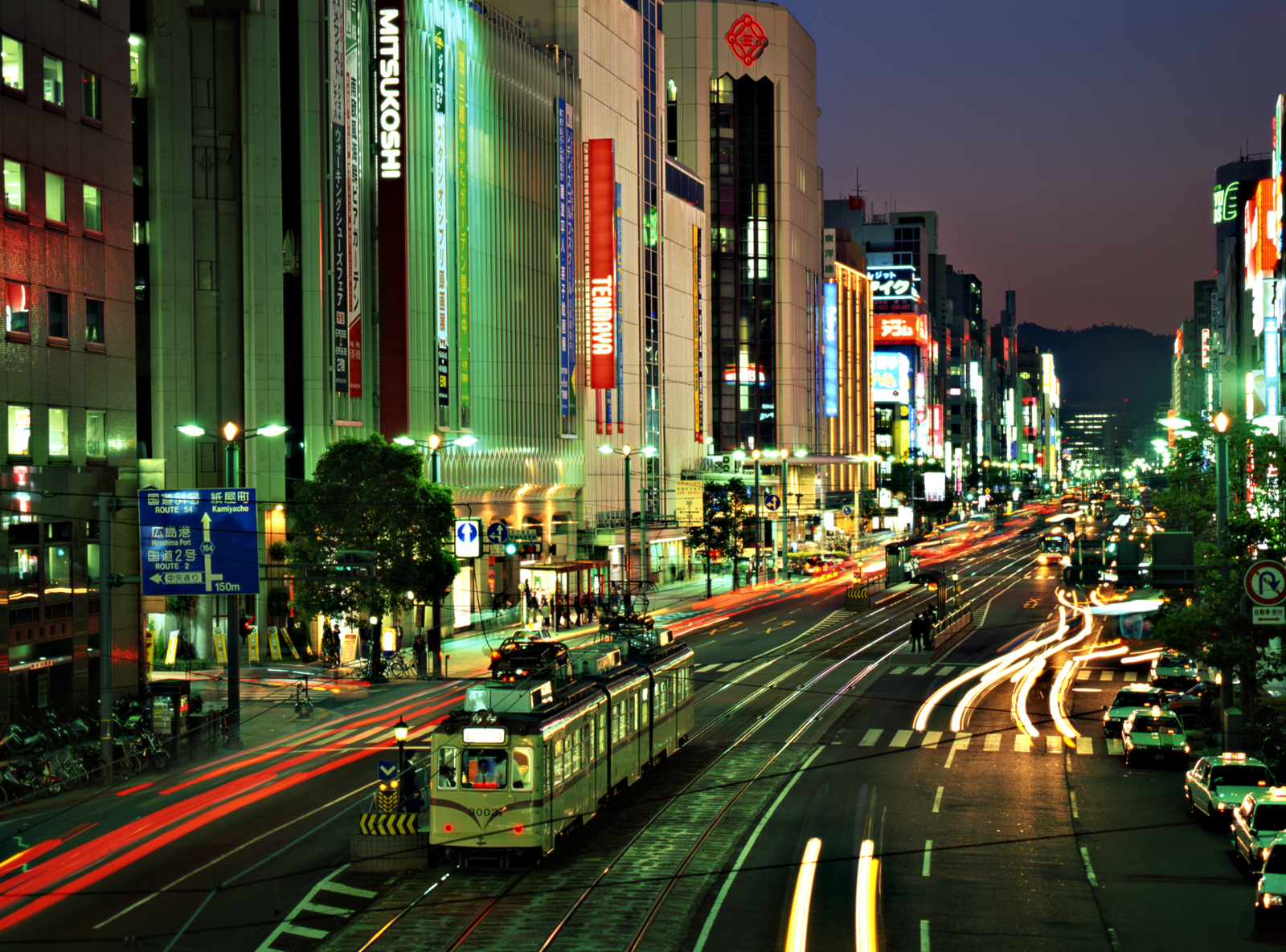
Hiroshima à noite, em 1999

Hiroshima foi reconstruída após a guerra com a ajuda do governo nacional através da Lei de Construção do Memorial da Paz de Hiroshima, em 1949. Ela fornecia assistência financeira para a reconstrução, juntamente com terrenos doados que pertenciam previamente ao governo e eram usados para propósitos militares.
Em 1949, um design foi selecionado para o Parque do Memorial da Paz de Hiroshima. O Saguão de Promoção Industrial da Província, a construção sobrevivente mais perto do local da detonação da bomba, foi designado como o Genbaku Dome (原爆ドーム) ou "Domo Atômico", uma parte do Parque. O Museu Memorial da Paz de Hiroshima foi inaugurado em 1955, no Parque da Paz.
Hiroshima foi proclamada uma Cidade da Paz pelo parlamento japonês em 1949, pela iniciativa de seu prefeito, Shinzo Hamai (1905-1968). Como resultado, a cidade de Hiroshima recebeu mais atenção internacional como um local para sediar conferências internacionais sobre a paz bem como sobre outros assuntos sociais. Como parte do esforço, a Associação dos Intérpretes e Guias de Hiroshima (HIGA, do inglês) foi estabelecida em 1992 a fim de facilitar a interpretação para conferências, enquanto o Instituto da Paz de Hiroshima foi instituído em 1998, na Universidade de Hiroshima. O governo da cidade continua a defender a abolição de todas as armas nucleares e o Prefeito de Hiroshima é o presidente dos Prefeitos da Paz, uma organização internacional que visa mobilizar cidades e cidadãos ao redor do mundo a fim de abolir e eliminar armas nucleares até o ano de 2020.
No dia 27 de maio de 2016, o presidente Barack Obama foi o primeiro presidente americano em exercício a visitar a cidade. Sua passagem não incluiu o pedido de desculpas pelo bombardeio, mas honrou todos os mortos da Segunda Grande Guerra (1939-1945).

## Geografia
Hiroshima possui 8 bairros (ku):
| Bairro                             | População | Área (km²) | Densidade (hab/km²) | Mapa |
| ---------------------------------- | --------- | ---------- | ------------------- | ---- |
| Aki-ku                             | 78 176    | 94,01      | 832                 |      |
| Asakita-ku                         | 156 368   | 353,35     | 443                 |      |
| Asaminami-ku                       | 220 351   | 117,19     | 1 880               |      |
| Higashi-ku                         | 122 045   | 39,38      | 3 099               |      |
| Minami-ku                          | 138 138   | 26,09      | 5 295               |      |
| Naka-ku                            | 125 208   | 15,34      | 8 162               |      |
| Nishi-ku                           | 184 881   | 35,67      | 5 183               |      |
| Saeki-ku                           | 135 789   | 223,98     | 606                 |      |
| População em 31 de outubro de 2006 |           |            |                     |      |

### Clima
| Dados climatológicos para Hiroshima  | Dados climatológicos para Hiroshima | Dados climatológicos para Hiroshima | Dados climatológicos para Hiroshima | Dados climatológicos para Hiroshima | Dados climatológicos para Hiroshima | Dados climatológicos para Hiroshima | Dados climatológicos para Hiroshima | Dados climatológicos para Hiroshima | Dados climatológicos para Hiroshima | Dados climatológicos para Hiroshima | Dados climatológicos para Hiroshima | Dados climatológicos para Hiroshima | Dados climatológicos para Hiroshima |
| Mês                                  | Jan                                 | Fev                                 | Mar                                 | Abr                                 | Mai                                 | Jun                                 | Jul                                 | Ago                                 | Set                                 | Out                                 | Nov                                 | Dez                                 | Ano                                 |
| ------------------------------------ | ----------------------------------- | ----------------------------------- | ----------------------------------- | ----------------------------------- | ----------------------------------- | ----------------------------------- | ----------------------------------- | ----------------------------------- | ----------------------------------- | ----------------------------------- | ----------------------------------- | ----------------------------------- | ----------------------------------- |
| Temperatura máxima recorde (°C)      | 17                                  | 19                                  | 22                                  | 29                                  | 30                                  | 33                                  | 37                                  | 37                                  | 38                                  | 29                                  | 24                                  | 23                                  | 38                                  |
| Temperatura máxima média (°C)        | 8                                   | 9                                   | 12                                  | 18                                  | 22                                  | 25                                  | 29                                  | 31                                  | 27                                  | 22                                  | 16                                  | 11                                  | 19                                  |
| Temperatura mínima média (°C)        | 2                                   | 2                                   | 4                                   | 9                                   | 14                                  | 19                                  | 23                                  | 24                                  | 20                                  | 14                                  | 8                                   | 4                                   | 12                                  |
| Temperatura mínima recorde (°C)      | −4                                  | −7                                  | −4                                  | 1                                   | 5                                   | 11                                  | 17                                  | 17                                  | 11                                  | 4                                   | 0                                   | −4                                  | −7                                  |
| Precipitação (mm)                    | 48,3                                | 66                                  | 106,7                               | 165,1                               | 154,9                               | 254                                 | 231,1                               | 109,2                               | 190,5                               | 106,7                               | 66                                  | 45,7                                | 1 549,4                             |
| Fonte: www.weatherbase.com 20-7-2010 |                                     |                                     |                                     |                                     |                                     |                                     |                                     |                                     |                                     |                                     |                                     |                                     |                                     |

## Demografia

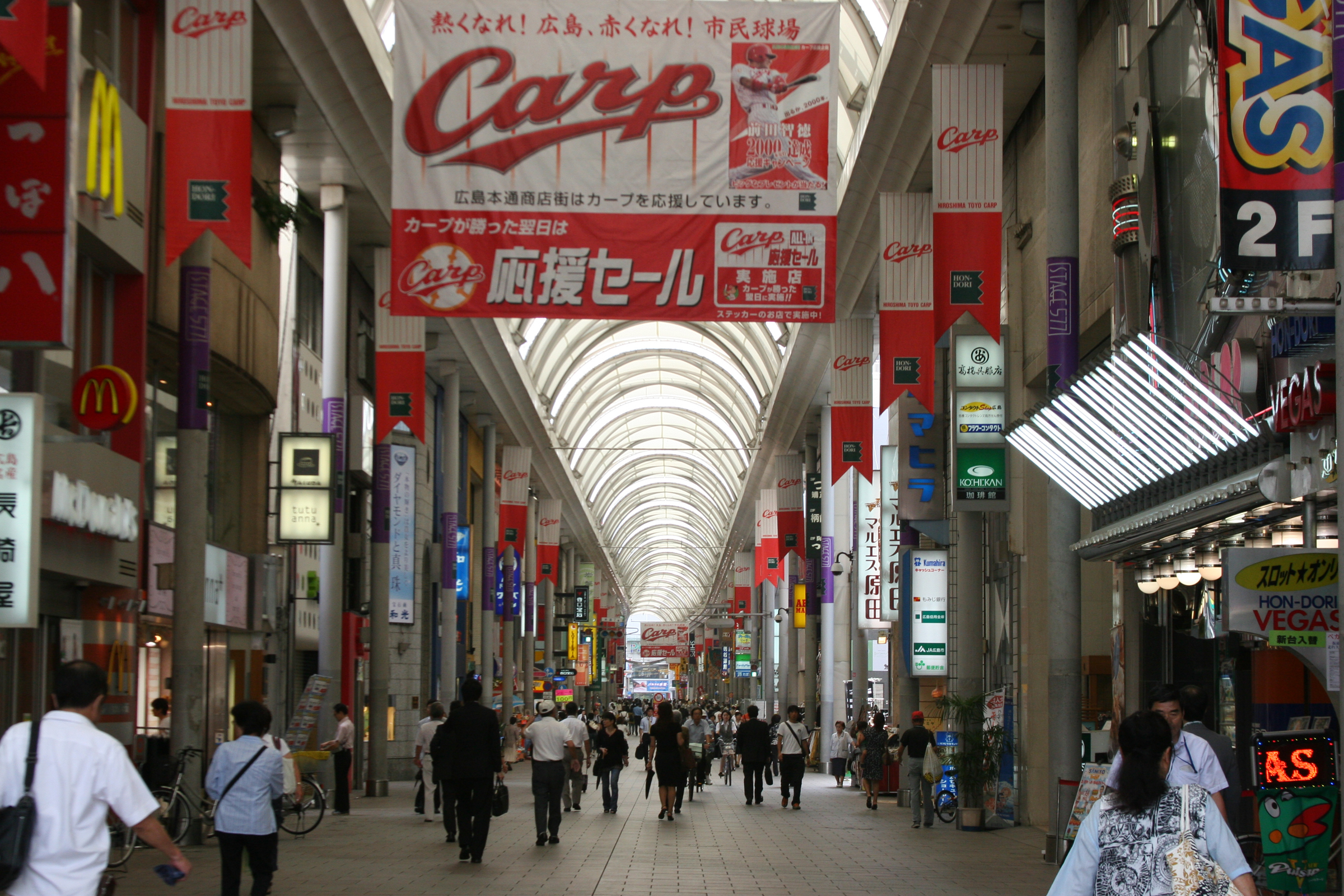
Centro comercial Hondori em Hiroshima

Em 2006, a população da cidade era de 1 154 391 habitantes, enquanto a população da região metropolitana era estimada em 2 043 788 habitantes em 2000. A área total da cidade é de 905,08 km², e a densidade demográfica de 1 275,4 hab/km².
A população por volta de 1910 era de 143 000 habitantes. Antes da Segunda Guerra Mundial, a população de Hiroshima tinha crescido para 360 000, e atingiu 419 182 em 1942. Após a bomba atômica em 1945, a população caiu para 137 197 habitantes. Em 1995, a população da cidade retornou ao nível pré-guerra.

## Economia
Hiroshima é centro da indústria da região Chugoku-Shikoku e é, em sua maioria, centralizada em suas áreas costeiras. Hiroshima por muito tempo foi um centro portuário e o porto da cidade e o Aeroporto Internacional de Hiroshima pode ser usado para o transporte de bens.
Sua principal indústria é a manufatureira, concentrada na produção de carros da Mazda, peças de automóveis e equipamentos industriais. A Mazda é de longe a maior empresa de Hiroshima, contribuindo com 32% do Produto Interno Bruto da província. A Mazda produz vários modelos para exportação em Hiroshima.
Máquinas e equipamentos em geral também contribuem por uma grande parte das exportações. Devido à necessidade dessas indústrias por pesquisa e novos designs, Hiroshima tem muitas empresas inovadoras ativamente engajadas em novos campos (por exemplo, a Hiroshima Vehicle Engineering Company (HIVEC). Muitas dessas empresas ocupam grandes fatias do mercado no Japão e no mundo ou monopolizam suas áreas. Indústrias terciárias nas áreas de atacado e varejo também são muito desenvolvidas.

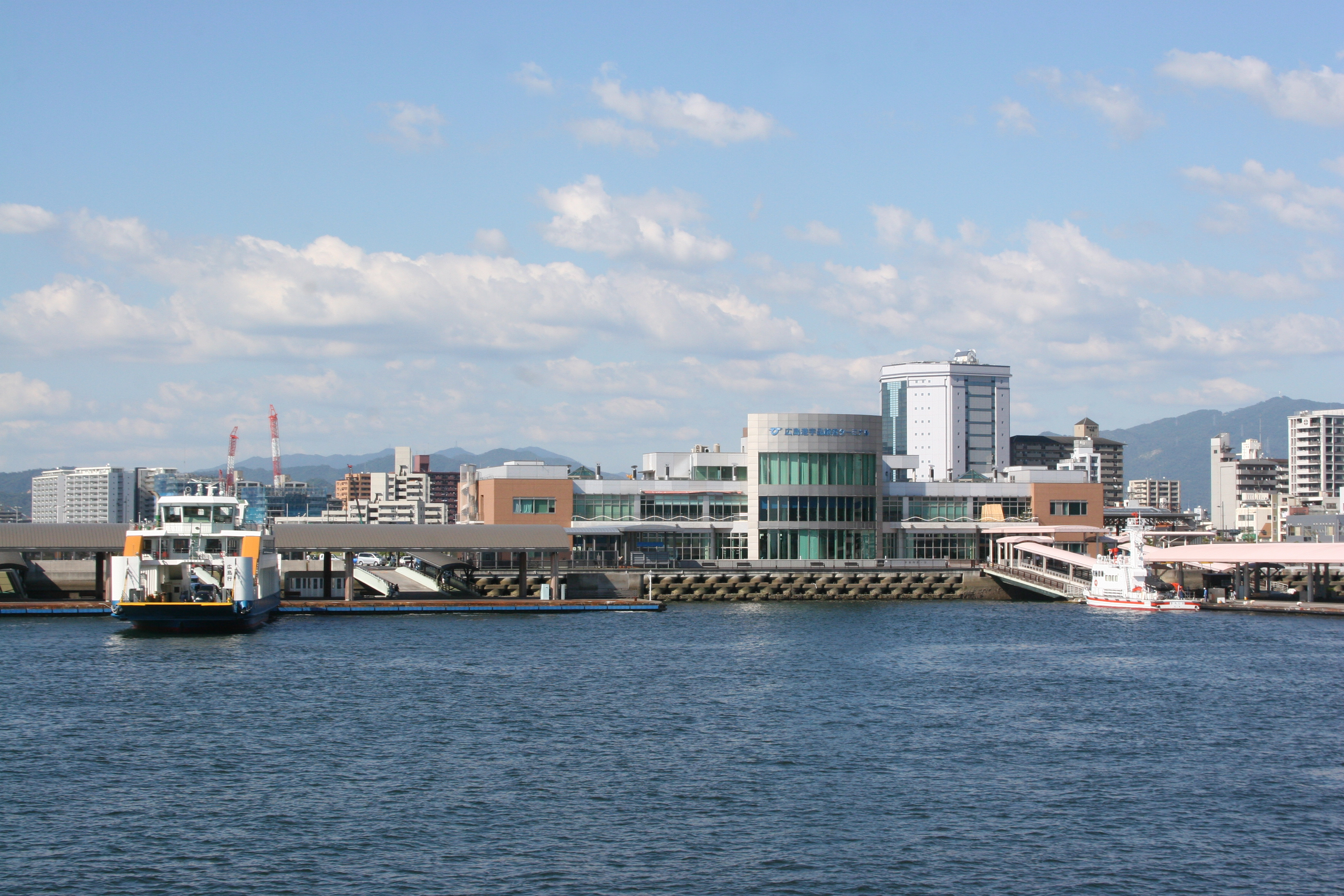
Porto e terminal de barcas de Hiroshima

Outra consequência da concentração da indústria é a acumulação de trabalhadores qualificados e tecnologias fundamentais. Essa é considerada a maior razão para a escolha de Hiroshima para sediar seus negócios. Custos de instalação também são muito mais baixos que em outras grandes cidades no país e há um amplo sistema de benefícios fiscais para negócios que se instalarem em Hiroshima. Isso vale especialmente para dois projetos: O Distrito de Desenvolvimento Urbano da Estação de Hiroshima e a região de Seifu Shinto, que oferecem empréstimos (até 501 milhões de ienes por 5 anos), isenções fiscais e subsídios para empregados. Seifu Shinto, que pode ser traduzido como "Ventos do Ocidente, Nova Cidade", é o maior projeto de construção da região e é uma tentativa de construir "uma cidade dentro de outra cidade". É uma tentativa de projetar a partir do zero um lugar para trabalhar, viver e relaxar.
Outra importante indústria em Hiroshima é a metalúrgica. A Japan Steel Works (antiga Nihon Seiko, fundada em 1907) tem uma de suas três fábricas em Hiroshima (as outras duas localizam-se em Muroran e Yokohama).

## Esportes

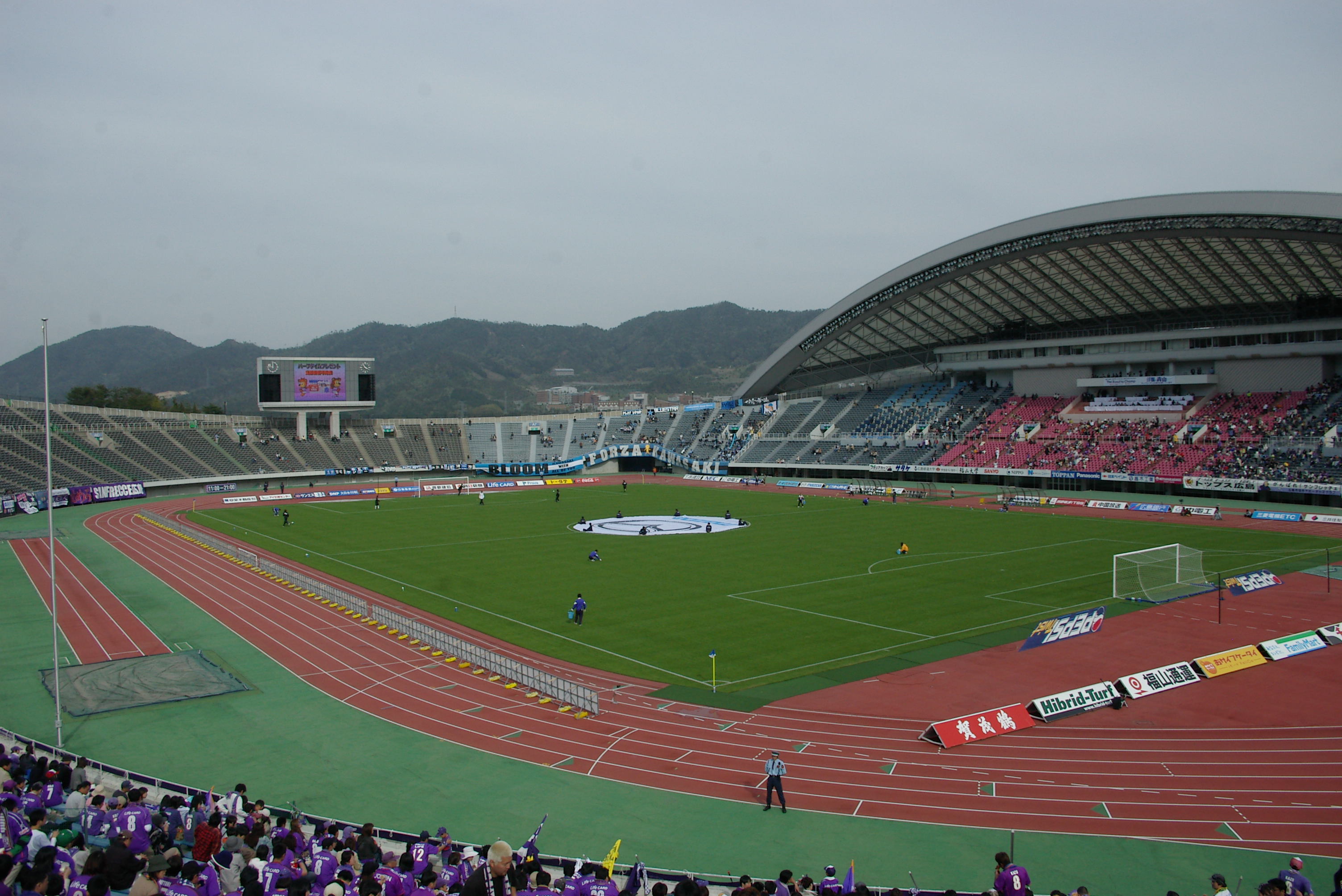
Hiroshima Big Arch, casa do Sanfrecce Hiroshima

No beisebol a cidade é representada pelo Hiroshima Toyo Carp que joga na NPB pela divisão Central League, disputa seus jogos no Mazda Stadium e já foi campeão nacional por três vezes (1979, 1980 e 1984).

## Cidades-irmãs
Hiroshima tem seis cidades-irmãs:
- Estados Unidos; Honolulu, 1959
- Rússia; Volgogrado, 1972
- Alemanha; Hanôver, 1983
- China; Chongqing, 1986
- Coreia do Sul; Daegu, 1997
- Canadá; Montreal, 1998